# 大海嘯

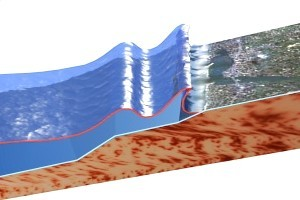
巨大海啸的波浪浅化示意图

大海嘯是一個非正式的名詞，指高度巨大的海嘯，常被多種媒體使用。現在尚無完整的科學定義，但是這通常用於形容高度在100米以上的海嘯。和一般的海啸不同，大海嘯通常由大规模的山崩，撞击事件和火山爆发所引發造成，而不是地震。大海嘯同樣可以指當地球因地軸轉移，而引發高度1英哩（大約為530層樓）的巨大海嘯。

## 概念
普通海啸通常源于海床的抬升，它们有着较小的浪高和极长的浪距，在深海海面上其浪高一般低于30厘米，而浪距通常长达数百甚至数千千米，因此在深海上难以被察觉到。当其接近陆地时，其浪高会随着海底的抬升和水深的变浅而迅速升高。
相比之下，大海啸源于大规模的山崩和撞击事件，因为这些因素能在短时间造成大量水体的位移，而地震通常无法造成如此之高的海啸。如果大海啸发生在较为封闭的水体中，如1958年的利图亚湾大海啸，1963年的瓦依昂坝事故，水体将难以扩散从而形成更大的巨浪。
浪高（即海啸自身的高度）和溯上高度（海啸到达陆地后爬升的高度，由地形所决定，有时可数倍于浪高）是常用于衡量大海啸的两个指标。

## 大海啸列表

### 史前时期
- 6500万年前形成希克苏鲁伯陨石坑的撞击事件制造了浪高达5000米的大海啸，足以彻底淹没如同马达加斯加岛大小的岛屿。[1]
- 约3550万年前一颗流星撞击切萨皮克湾，形成了一系列的大海啸。[2]

- 贊克爾期洪水（約533萬年前）結束時或之後不久，地震使大西洋海水迅速填滿地中海盆地，並引發了高達近100公尺（330英尺）的大海嘯，襲擊了現在的阿爾赫西拉斯附近的西班牙海岸。
- 上新世時期，一場大海嘯襲擊了智利中南部海岸，蘭奎爾沉積記錄證明了這一點。
- 约250万年前发生在南太平洋的撞击事件形成了大海啸，其中智利南部和南极半岛沿海的浪高达200米左右。此次大海啸横扫了太平洋绝大部分区域。
- 太浩湖盆地西侧部分约5万年前发生大规模崩塌，引发了约100米高的巨浪。[3]
- 約8200年前，北海的斯托雷加滑坡引發了一場大海嘯[4]。據估計，多格蘭的其餘地區被完全淹沒[5]。
- 约8000年前埃特纳火山爆发，从而引发了大规模山崩，所形成的大海啸摧毁了欧洲、亚洲和非洲的地中海沿岸地区。[6]
- 约6000年前发生在留尼汪岛的山崩可能造成了大海啸。[7]
- 东冒纳罗亚火山的北半部在150万年前发生了灾难性的山崩，很可能形成了大海啸。当时崩塌的残骸呈向北伸展的方向散落并横跨了洋底，[8] 而因此形成的悬崖为世界最高。[9]

### 西元前1600年米諾斯火山爆發
米諾斯火山爆發（The Minoan eruption of Thera）是發生在希臘的聖托里尼的一個火山爆發指數為6-7級之間的災難性火山爆發，噴發物的體積相當於60立方千米的實心岩石。火山的噴發時間估計是西元前1600年。

### 西元前1100年新月湖
地震引發了7,200,000立方米（9,400,000立方碼）土石山崩，滑坡從現在美國華盛頓州風暴王山落下，進入新月湖至少140公尺（459英尺）深的水域，引發了一場大海嘯，估計最大高度為82至104公尺。

### 近现代时期

#### 1674年安汶地震
1674年2月17日19時30分至20時，印尼摩鹿加群島發生地震，引發的海嘯在安汶島達到100公尺（330英尺）高，造成2,000多人死亡。

#### 1741年寬保大海嘯
1741年（寬保元年）8月27日，北海道渡島大島寛保岳火山爆發，引發的巨大海嘯造成了對岸熊石到松前一帶1,467人罹難。

#### 1792年雲仙岳噴發
1792年5月21日（寬政4年4月1日），日本雲仙岳發生一場火山災害，出現了山崩，引發了巨大海嘯。

#### 1883年喀拉喀托火山爆發
1883年7月20日至10月，荷屬東印度巽他海峽的喀拉喀托火山發生等級為VEI-6的火山爆發，引發大海嘯。海嘯在蘇門答臘島南岸高達24公尺（79英尺），在爪哇島西岸高達42公尺（138 英尺）。海嘯威力巨大，造成3萬多人死亡，萬丹省的一大片土地被夷為平地，從此再也沒有人居住。

#### 1958：利图亚湾，阿拉斯加州，美国

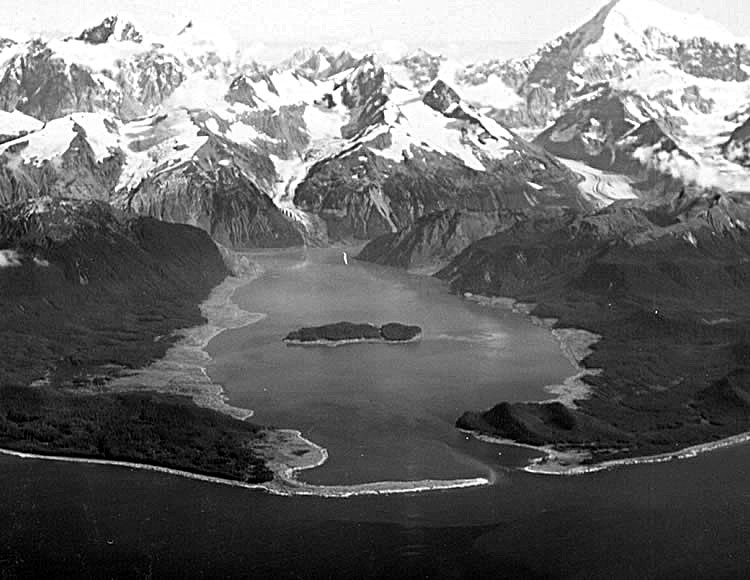
利图亚湾海啸过后的空拍图，从空拍图可见海湾两岸有较明亮的土地，便是海啸将树木冲刷的结果。

1958年7月9日，利图亚湾附近山脉因地震发生大规模山体滑坡，巨量山体滑入海湾，引发了大海啸。海啸扫过了利图亚湾整个海岸线，扫除了沿岸的植被并摧毁了一艘停泊于湾内的渔船，造成两人死亡。事后科学家根据勘察结果，证实海啸的最大波高达524米，这也是记录史上最高的海啸。

#### 1963：瓦伊昂大坝，意大利
1963年10月9日，发生于瓦伊昂大坝库区的山体滑坡造成了高达250米的巨浪，巨浪翻过坝体，涌入山谷形成洪水，摧毁了包括隆加罗内在内的下游数个村庄和市镇，造成超过2000人死亡。

#### 1980： 斯皮里特湖，华盛顿州，美国
1980年5月18日，圣海伦斯火山因地震发生大型山体滑坡，滑坡体将斯皮里特湖的水挤出，形成了一系列巨浪，最高达260米左右。巨浪还将大量被火山碎屑流刮倒的树木和火山的喷发物卷入斯皮里特湖。

## 未来可能发生的大海啸

### 加拿大卑詩省
一些地质学家认为位于卑詩省西南部，处于菲沙河谷的哈里森湖北端的布里肯瑞吉峰的岩壁不稳定，可能发生大规模滑坡并坠入哈里森湖中引发巨浪，并摧毁位于该湖南端的哈里森温泉城。

### 加那利群岛
英国地质学家西蒙·得伊和斯蒂芬·尼尔·沃德认为位于加纳利群岛的拉帕尔马岛的卡姆布瑞加火山爆发可能形成大海啸。
1949年时，卡姆布瑞加火山的三个喷气孔喷发，随后又发生一场地震，震源位于岛上的杰迪村附近。第二天，一名当地的地质学家胡安·博内利·卢比奥探查了该火山顶部区域，发现一条长约2.5千米的裂缝剖开了山顶的东面。火山的西侧因此下滑了2.5米并向西向大西洋移动了1米。
卡姆布瑞加火山目前正处于休眠状态，但几乎肯定会再次喷发。得伊和沃德假设如果喷发导致火山西侧崩塌，便可能引发大海啸。
拉帕尔马岛是加那利群岛中火山活动最活跃的岛屿。位于岛上的卡姆布瑞加火山的西侧部分体积约有500立方千米，质量大约1.5万亿吨。如果该部分滑入海中，可能会造成约1000米高的海啸，在到达北美东部海岸和加勒比海时仍可达50米高。这将会在北美东部，非洲和欧洲西部沿海地区造成巨大人员伤亡，估计可达上千万之众。这一事件发生的可能性是一个争论激烈的话题。
卡姆布瑞加火山的至今最后一次喷发在发生1971年，喷气孔所在的火山陆上的南端部分没有移动。这一受到1949年喷发影响的部分目前较为稳定，自从先前的火山裂缝出现以来没有显示出移动的迹象。
地质学家和火山学家在卡姆布瑞加火山喷发是造成大规模单体滑坡，还是一系列小型滑坡或是否会造成滑坡的问题上有着明显的分歧。这一问题与力学也有密切关系。得伊和沃德之后承认他们先前对于这一灾难的预测分析是建立在几个最坏的假设情况之上。

### 夏威夷
位于卡哈拉火山、拉奈岛、摩洛凯岛上棱角分明的崖壁和附近海域中沉积的残骸表明位于夏威夷的基拉韦厄和冒纳罗亚火山的曾发生山崩并可能形成了大海啸，最近一次发生在公元前120000年。未来海啸仍然可能发生，其最大高度可能达到1公里。国家地理的灾难纪录片《海啸》中提到，如果冒纳罗亚火山发生山崩，浪高达30米的海啸30分钟后就可抵达火奴鲁鲁，届时估计数十万人会因此而丧生，海啸最远将侵入内陆达25公里。

### 佛得角群岛
佛得角群岛上大面积的陡峭的悬崖许多是由灾难性的滑坡所形成，并可能引发了大海啸。这种现象在火山岛的水下斜坡十分常见并且在未来可能发生得更加频繁。